# Videografia de Blackpink
Esta é uma videografia do grupo feminino sul-coreano Blackpink.

## DVD e Blu-ray (BD)
| Título                                                          | Detalhes do álbum                                                                                        | Melhor posição nas tabelas | Melhor posição nas tabelas | Vendas     |
| Título                                                          | Detalhes do álbum                                                                                        | JAP                        | JAP                        | Vendas     |
| Título                                                          | Detalhes do álbum                                                                                        | DVD                        | BD                         | Vendas     |
| --------------------------------------------------------------- | --- | -------------------------- | -------------------------- | ---------- |
| Blackpink Arena Tour 2018 "Special Final In Kyocera Dome Osaka" | - Lançamento: 22 de março de 2019 - Label: YGEX - Formatos: DVD, Blu-ray e download digital              | 9                          | 17                         | - : 6,549  |
| Blackpink 2018 Tour 'In Your Area' Seoul                        | - Lançamento: 30 de agosto de 2019 - Gravadora: YG Entertainment - Formatos: DVD e download digital      | —                          | —                          |            |
| Blackpink 2019-2020 World Tour In Your Area - Tokyo Dome        | - Lançamento: 6 de maio de 2020 - Gravadora: Universal Music - Formatos: DVD, Blu-ray e download digital | 1                          | 1                          | - : 15,101 |

## Videos musicais

### Como artista principal
| Video musical                       | Ano  | Diretor(es)    | Duração | Ref.   |
| ----------------------------------- | ---- | -------------- | ------- | ------ |
| "Boombayah" (붐바야)                | 2016 | Seo Hyun-seung | 4:04    | [ 7 ]  |
| "Whistle" (휘파람)                  | 2016 | Beomjin J      | 3:51    | [ 8 ]  |
| "Playing with Fire" (불장난)        | 2016 | Seo Hyun-seung | 3:29    | [ 7 ]  |
| "Stay"                              | 2016 | Han Sa-min     | 4:01    | [ 9 ]  |
| "마지막처럼 (As If It's Your Last)" | 2017 | Seo Hyun-seung | 3:37    | [ 10 ] |
| "Ddu-Du Ddu-Du" (뚜두뚜두)          | 2018 | Seo Hyun-seung | 3:36    | [ 11 ] |
| "Kill This Love"                    | 2019 | Seo Hyun-seung | 3:14    | [ 12 ] |
| "How You Like That"                 | 2020 | Seo Hyun-seung | 3:04    | [ 13 ] |
| "Ice Cream" feat Selena Gomez       | 2020 | Seo Hyun-seung | 3:02    | [ 14 ] |
| "Lovesick Girls"                    | 2020 | Seo Hyun-seung | 3:21    | [ 15 ] |
| "Ready for Love"                    | 2022 | —              | 3:06    | [ 16 ] |
| "Pink Venom"                        | 2022 | Seo Hyun-seung | 3:14    | [ 17 ] |
| "Shut Down"                         | 2022 | Seo Hyun-seung | 3:00    | [ 18 ] |
| "The Girls"                         | 2023 | —              | 2:44    | [ 19 ] |
| "Jump"                              | 2025 | Dave Meyers    | 3:13    | [ 20 ] |

### Outros lançamentos
| Título                                                                                   | Detalhes                                                                                                   | Melhor posição | Melhor posição |
| Título                                                                                   | Detalhes                                                                                                   | JAP            | JAP            |
| Título                                                                                   | Detalhes                                                                                                   | DVD            | Blu-ray        |
| ---------------------------------------------------------------------------------------- | --- | -------------- | -------------- |
| Blackpink's 2019 Welcoming Collection                                                    | - Lançamento: 24 de fevereiro de 2019 - Gravadora: YG Entertainment - Formato: DVD                         | —              | —              |
| Blackpink House                                                                          | - Lançamento: 13 de março de 2019 (EP 1-6) - Gravadoras: YG Entertainment e YGEX - Formatos: DVD e Blu-ray | 66             | 52             |
| Blackpink House                                                                          | - Lançamento: 13 de março de 2019 (EP 7-12) - Gravadora: YG Entertainment e YGEX - Formatos: DVD e Blu-ray | 69             | 53             |
| 2019 Blackpink's Summer Diary [in Hawaii]                                                | - Lançamento: 9 de setembro de 2019 - Gravadora: YG Entertainment - Formatos: DVD                          | —              | —              |
| Blackpink's 2020 Welcoming Collection                                                    | - Lançamento: 4 de março de 2020 - Gravadora: YG Entertainment - Formatos: DVD                             | —              | —              |
| "—" indica lançamentos que não figuraram nas paradas ou não foram lançados nessa região. | |                |                |